# Titanoeca monticola
Titanoeca monticola är en spindelart som först beskrevs av Simon 1870.  Titanoeca monticola ingår i släktet Titanoeca och familjen stenspindlar. Inga underarter finns listade i Catalogue of Life.